# Peilscheibe

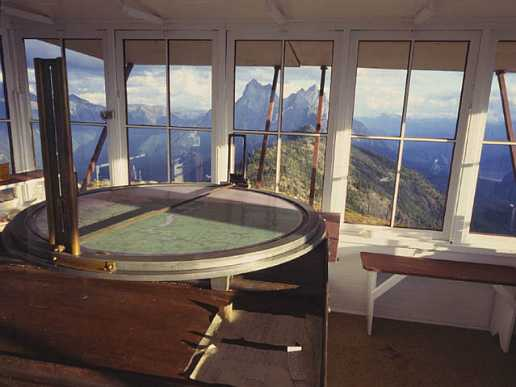
Peilscheibe mit unterlegter Karte in einem Wachtturm

Die Peilscheibe ist ein einfaches Gerät zum Messen von Horizontalwinkeln. Sie besteht aus einer Scheibe, auf der ein unterteilter Kreis (geteilt in Grad, mil, gon etc.) aufgebracht ist. Im Mittelpunkt des Kreises ist ein drehbarer Arm (Alhidade) mit zwei Loch- oder Schlitzblenden (Diopter) in bestimmtem Abstand angebracht.
Die Peilscheibe, meist auf einem Stativ, auf einem fest eingebauten Bootskompass oder auf dem Deck eines Schiffes angebracht, wird für das Ermitteln eines Winkels zwischen zwei sichtbaren Objekten unter Berücksichtigung des eigenen Standortes verwendet.
Haupteinsatz der Peilscheibe ist die Seitenpeilung um den Standort eines Schiffes durch Anpeilen von Landmarken und Einzeichnen des Winkels in die Seekarte zu ermitteln. Ebenso kann sie z. B. verwendet werden, um von einem bestimmten und bekannten Ort ausgehend eine Richtung, auch einen anderen Ort, zu bestimmen (im Bildbeispiel einen Waldbrandherd, beobachtet von einem Wachturm aus).
Einfache Peilscheiben gestatten Ablesungen mit der Genauigkeit von 0,5 bis 1° (gon, mil). Ist die Alhidade mit einem Nonius ausgestattet, sind auch höhere Auflösungen möglich.